# Gáspárék
A Gáspárék a 14 év után újrainduló Győzike Show utódja, amely 2024. december 9-én vette kezdetét a TV2-n.

## Története
2024. április 23-án a Blikk nevű napi napilap megírta, hogy 14 év után újraindul a Győzike Show, amely 2005 és 2010 között az RTL Klubon futott. Kiderült, hogy a műsort Gáspárék néven indítják újra. Fischer Gábor, a TV2 Csoport programigazgatója a Digital-Media Hungary konferencián megerősítette a műsor újraindulását. A műsor 2024. december 9-én indult a TV2-n.

## Epizódok
| Évad | Évad | Részek száma | Részek száma | Eredeti sugárzás  | Eredeti sugárzás   | Eredeti adó |
| Évad | Évad | Részek száma | Részek száma | Évadbemutató      | Évadzáró           | Eredeti adó |
| ---- | ---- | ------------ | ------------ | ----------------- | ------------------ | ----------- |
|      | 1.   | 11           | 11           | 2024. december 9. | 2024. december 22. |             |